# Ostoja Poleska
Ostoja Poleska este o arie protejată (sit de importanță comunitară — SCI) din Polonia întinsă pe o suprafață de 10.159,15 ha, integral pe uscat.

## Localizare
Centrul sitului Ostoja Poleska este situat la coordonatele 51°26′45″N 23°13′54″E / 51.4459°N 23.2318°E.

## Înființare
Situl Ostoja Poleska a fost declarat sit de importanță comunitară în aprilie 2004 pentru a proteja 6 specii de plante și 16 specii de animale.

## Biodiversitate
Situată în ecoregiunea continentală, aria protejată conține 15 habitate naturale: Pajiști calcaroase din nisipuri xerice, Formațiuni ierboase bogate în specii de Nardus, dezvoltate pe substraturi silicioase în zone montane (și în zone submontane, în Europa continentală), Pajiști cu Molinia pe soluri calcaroase, turboase sau argilos-nămoloase (Molinion caeruleae), Fânețe de joasă altitudine (Alopecurus pratensis, Sanguisorba officinalis), Turbării active, Mlaștini oligotrofe degradate, capabile încă de regenerare naturală, Lacuri eutrofice naturale cu vegetație de tip Magnopotamion sau Hydrocharition, Pajiști uscate europene, Mlaștini turboase de tranziție și turbării mișcătoare, Depresiuni pe substraturi de turbă de Rhynchosporion, Mlaștini calcaroase cu Cladium mariscus și specii de Caricion davallianae, Mlaștini alcaline, Păduri de stejar și carpen Galio-Carpinetum, Mlaștini împădurite, Păduri aluvionare cu Alnus glutinosa și Fraxinus excelsior (Alno-Padion, Alnion incanae, Salicion albae).
La baza desemnării sitului se află mai multe specii protejate:
- plante (6): clopțelul cu frunze de crin (Adenophora lilifolia), otrățelul bălților (Aldrovanda vesiculosa), Angelica palustris, papucul doamnei (Cypripedium calceolus), Hamatocaulis vernicosus, moșișoare (Liparis loeselii)
- amfibieni (2): buhai de baltă cu burta roșie (Bombina bombina), triton cu creastă (Triturus cristatus)
- mamifere (3): lupul (Canis lupus), castor (Castor fiber), vidră de râu (Lutra lutra)
- nevertebrate (6): Dytiscus latissimus, fluturele auriu (Euphydryas aurinia), fluturele purpuriu (Lycaena dispar), Phengaris nausithous, Phengaris teleius, Vertigo geyeri
- pești (4): zvârluga (Cobitis taenia), țipar (Misgurnus fossilis), boarță (Rhodeus amarus), Rhynchocypris percnurus
- reptile (1): țestoasa de baltă (Emys orbicularis)